# Campionati tedeschi di ciclismo su strada
I campionati tedeschi di ciclismo su strada sono la manifestazione annuale di ciclismo su strada che assegna il titolo di Campione di Germania. I vincitori hanno il diritto di indossare per un anno la maglia di campione tedesco, come accade per il campione mondiale.

## Storia
Nel 1896 e nel 1898 Alfred Köcher vinse gare denominate come "campionati tedeschi su strada". Nel 1910 si svolse il Meisterschaft von Mitteldeutschland (campionato della Germania centrale) sulla distanza di 572 km, talora indicato, benché erroneamente, come campionato tedesco, e vinto da Karl Wittig in 23h07'00".
La prima edizione dei campionati tedeschi su strada, organizzata da un'importante associazione di corridori (la ARU, Allgemeine Radfahrer-Union) si svolse nel 1913 come gara in linea, con la vittoria del boemo Ernst Franz che si impose a Berlino dopo 214 km di corsa in 6h36'39" su altri 12 partenti. La seconda edizione, prevista come prova a punti sulla base dei piazzamenti nelle gare nazionali dell'anno, venne interrotta per l'inizio della Prima guerra mondiale, e non attribuita. Nel 1919, dalla fusione tra la ARU e la DRB (Deutscher Radfahrer-Bund), nasce la Federciclismo tedesca, o BRD (Bund Deutscher Radfahrer). Risale al 1920 la divisione tra titolo nazionale professionisti e titolo nazionale per dilettanti.
In alcune delle stagioni seguenti, specificatamente nel 1926, nel 1927 e dal 1929 al 1933, il titolo professionistico non venne assegnato; nelle stagioni 1928, 1934 e dal 1936 al 1941, il titolo fu invece assegnato nuovamente come classifica a punti multi-prova, e solo nel 1935 come prova in linea. A causa della Seconda guerra mondiale, i titoli dal 1942 al 1945 non furono messi in palio.
La prima edizione post-bellica è quella del 1946, con una prova di "soli" 120 km a Schweinfurt vinta da Karl Kittsteiner, mentre la divisione rispetto ai campionati tedeschi orientali si ha nel 1949, con l'assegnazione di due titoli distinti per la Zone di occupazione Ovest ed Est; tale divisione diviene ufficiale nel 1950 per durare fino al 1990 compreso. Le edizioni 1949 e 1950, comunque aperte ai professionisti tedesco-orientali, sono peraltro le ultime con classifica a punti; la seconda di queste vede Erich Bautz vincere il suo terzo titolo, dopo quelli del 1937 e del 1941.
Tra fine anni 1950 e anni 1960 si impongono tre volte consecutive ciascuno Hans Junkermann e Winfried Bölke. Risale al 1968 l'assegnazione del primo titolo nazionale femminile: vince la fondista e ciclista Monica Mrklas. Nel 1973 il campionato professionisti non viene organizzato, mentre dal 1974 al 1986 è organizzato congiuntamente alle federazioni di Svizzera e Lussemburgo, dal 1987 al 1990 con Svizzera e Liechtenstein (nel 1990 anche con la Germania Est), e dal 1991 al 1994 con la Svizzera. Nel 1983 anche Gregor Braun vince il suo terzo titolo, dopo i successi del 1978 e del 1980. Nella prova del 1988, svolta a Kaisten in Svizzera, dei 16 classificati solo due sono tedeschi, non viene dunque assegnato il bronzo nazionale.
Nel 1994 vengono aggiunte nel programma anche le prove individuali a cronometro, maschile e femminile; a livello maschile le prime due edizioni (1994 e 1995), corse sulla distanza di 50 km, sono di tipo "Open", aperte cioè a Professionisti e Dilettanti, mentre dal 1996 diventano, come anche la prova in linea, aperte alla categoria Elite. Nel 1999 anche Udo Bölts, già vincitore nel 1990 e nel 1995, diventa tri-campione nazionale; lo imitano negli anni seguenti anche Fabian Wegmann (2007, 2008, 2012) e André Greipel (2013, 2014, 2016). Dal 2010 al 2021 la prova a cronometro vede invece il pluri-campione del mondo Tony Martin affermarsi ben dieci volte.

## Campioni in carica
| Uomini Elite | Uomini Elite          |
| ------------ | --------------------- |
| In linea     | Georg Zimmermann      |
| Cronometro   | Maximilian Schachmann |
| Donne Elite  |                       |
| In linea     | Franziska Koch        |
| Cronometro   | Antonia Niedermaier   |

## Albo d'oro

### Titoli maschili
Aggiornato all'edizione 2025.
| Anno    | Vincitore             | Secondo              | Terzo                  |
| ------- | --------------------- | -------------------- | ---------------------- |
| 1913    | Ernst Franz           | Erich Aberger        | Fritz Bauer            |
| 1914    | non attribuito        | non attribuito       | non attribuito         |
| 1915-18 | non disputato         | non disputato        | non disputato          |
| 1919    | Richard Golle         | Paul Koch            | Wilhelm Franke         |
| 1920    | Paul Koch             | Adolf Huschke        | Felix Manthey          |
| 1921    | Adolf Huschke         | Paul Kohl            | Fritz Fischer          |
| 1922    | Richard Huschke       | Adolf Huschke        | Jean Steingass         |
| 1923    | Richard Golle         | Erich Aberger        | Paul Kohl              |
| 1924    | Paul Kohl             | Karl Pfister         | Gustav Nagel           |
| 1925    | Richard Huschke       | Paul Kroll           | Paul Kohl              |
| 1926-27 | non disputato         | non disputato        | non disputato          |
| 1928    | Felix Manthey         | Herbert Nebe         | Bruno Wolke            |
| 1929-33 | non disputato         | non disputato        | non disputato          |
| 1934    | Kurt Stoepel          | Ludwig Geyer         | Anton Hodey            |
| 1935    | Bruno Roth            | Oskar Thierbach      | Georg Stach            |
| 1936    | Georg Umbenhauer      | Erich Bautz          | Emil Kijewski          |
| 1937    | Erich Bautz           | Emil Kijewski        | Hermann Buse           |
| 1938    | Jupp Arents           | Bruno Roth           | Fritz Scheller         |
| 1939    | Walter Loeber         | Paul Langhoff        | Albert Plappert        |
| 1940    | Georg Stach           | Herbert Gerber       | Fritz Scheller         |
| 1941    | Erich Bautz           | Karl Weimer          | Herbert Hackebeil      |
| 1942-45 | non disputato         | non disputato        | non disputato          |
| 1946    | Karl Kittsteiner      | Sepp Berger          | Ludwig Hoermann        |
| 1947    | Georg Voggenreiter    | Karl Singer          | Otto Ziege             |
| 1948    | Otto Schenk           | Heinrich Schwarzer   | Georg Voggenreiter     |
| 1949    | Otto Ziege            | Erich Bautz          | Gunther Pankoke        |
| 1950    | Erich Bautz           | Hubert Schwarzenberg | Ludwig Hörmann         |
| 1951    | Ludwig Hörmann        | Heinrich Schwarzer   | Günther Bintner        |
| 1952    | Ludwig Hörmann        | Karl Weimer          | Heinrich Schwarzer     |
| 1953    | Heinz Müller          | Hans Preiskeit       | Matthias Pfannenmüller |
| 1954    | Hermann Schild        | Gunther Pankoke      | Hubert Schwarzenberg   |
| 1955    | Hans Preiskeit        | Hans Junkermann      | Hermann Schild         |
| 1956    | Valentin Petry        | Horst Backat         | Heinz Müller           |
| 1957    | Franz Reitz           | Horst Tüller         | Karl-Heinz Kramer      |
| 1958    | Klaus Bugdahl         | Hans Junkermann      | Franz Reitz            |
| 1959    | Hans Junkermann       | Franz Reitz          | Gunther Debusmann      |
| 1960    | Hans Junkermann       | Horst Tüller         | Lothar Friedrich       |
| 1961    | Hans Junkermann       | Dieter Puschel       | Ludwig Troche          |
| 1962    | Dieter Puschel        | Rudi Altig           | Horst Oldenburg        |
| 1963    | Sigi Renz             | Rolf Wolfshohl       | Horst Oldenburg        |
| 1964    | Rudi Altig            | Winfried Bölke       | Hans Junkermann        |
| 1965    | Winfried Bölke        | Peter Glemser        | Hans Junkermann        |
| 1966    | Winfried Bölke        | Wolfgang Schulze     | Wilfried Peffgen       |
| 1967    | Winfried Bölke        | Herbert Wilde        | Hans Junkermann        |
| 1968    | Rolf Wolfshohl        | Winfried Bölke       | Hans Junkermann        |
| 1969    | Peter Glemser         | Wilfried Peffgen     | Ernst Streng           |
| 1970    | Rudi Altig            | Peter Glemser        | Winfried Bölke         |
| 1971    | Jurgen Tschan         | Dieter Puschel       | Dieter Kemper          |
| 1972    | Wilfried Peffgen      | Karl-Heinz Muddemann | Klaus Bugdahl          |
| 1973    | annullato             | annullato            | annullato              |
| 1974    | Gunther Haritz        | Karl-Heinz Kuster    | Wolfgang Schulze       |
| 1975    | Dietrich Thurau       | Gunther Haritz       | Dieter Puschel         |
| 1976    | Dietrich Thurau       | Jürgen Tschan        | Gunther Haritz         |
| 1977    | Jürgen Kraft          | Hans Hindelang       | Jürgen Tschan          |
| 1978    | Gregor Braun          | Klaus-Peter Thaler   | Hans-Peter Jakst       |
| 1979    | Hans-Peter Jakst      | Gunther Haritz       | Horst Maier            |
| 1980    | Gregor Braun          | Klaus-Peter Thaler   | Dietrich Thurau        |
| 1981    | Hans Neumayer         | Hans-Peter Jakst     | Hans Hindelang         |
| 1982    | Hans Neumayer         | Uwe Bolten           | Stefan Schropfer       |
| 1983    | Gregor Braun          | Raimund Dietzen      | Uwe Bolten             |
| 1984    | Raimund Dietzen       | Uwe Bolten           | Gotz Heine             |
| 1985    | Rolf Gölz             | Gregor Braun         | Peter Hilse            |
| 1986    | Raimund Dietzen       | Peter Hilse          | Stefan Schropfer       |
| 1987    | Peter Hilse           | Volker Diehl         | Andreas Kappes         |
| 1988    | Harmut Bölts          | Andreas Kappes       | non assegnato          |
| 1989    | Dariusz Kajzer        | Peter Hilse          | Peter Gansler          |
| 1990    | Udo Bölts             | Olaf Ludwig          | Dariusz Kajzer         |
| 1991    | Falk Boden            | Kai Hundertmarck     | Mario Kummer           |
| 1992    | Heinrich Trumheller   | Rolf Aldag           | Kai Hundertmarck       |
| 1993    | Bernd Grone           | Jens Heppner         | Udo Bölts              |
| 1994    | Jens Heppner          | Christian Henn       | Andreas Kappes         |
| 1995    | Udo Bölts             | Jens Heppner         | Rolf Aldag             |
| 1996    | Christian Henn        | Jan Ullrich          | Udo Bölts              |
| 1997    | Jan Ullrich           | Rolf Aldag           | Erik Zabel             |
| 1998    | Erik Zabel            | Jan Ullrich          | Jörg Jaksche           |
| 1999    | Udo Bölts             | Kai Hundertmarck     | Erik Zabel             |
| 2000    | Rolf Aldag            | Steffen Wesemann     | Udo Bölts              |
| 2001    | Jan Ullrich           | Erik Zabel           | Christian Wegmann      |
| 2002    | Danilo Hondo          | Uwe Peschel          | Erik Zabel             |
| 2003    | Erik Zabel            | Patrik Sinkewitz     | Fabian Wegmann         |
| 2004    | Andreas Klöden        | Stefan Schumacher    | Fabian Wegmann         |
| 2005    | Gerald Ciolek         | Robert Förster       | Erik Zabel             |
| 2006    | Dirk Müller           | Matthias Kessler     | Jens Voigt             |
| 2007    | Fabian Wegmann        | Patrik Sinkewitz     | Christian Knees        |
| 2008    | Fabian Wegmann        | Erik Zabel           | Gerald Ciolek          |
| 2009    | Martin Reimer         | Dominic Klemme       | Roger Kluge            |
| 2010    | Christian Knees       | Steffen Radochla     | Andreas Schillinger    |
| 2011    | Robert Wagner         | Gerald Ciolek        | John Degenkolb         |
| 2012    | Fabian Wegmann        | Linus Gerdemann      | Julian Kern            |
| 2013    | André Greipel         | Gerald Ciolek        | John Degenkolb         |
| 2014    | André Greipel         | John Degenkolb       | Phil Bauhaus           |
| 2015    | Emanuel Buchmann      | Nikias Arndt         | Marcus Burghardt       |
| 2016    | André Greipel         | Max Walscheid        | Marcel Kittel          |
| 2017    | Marcus Burghardt      | Emanuel Buchmann     | John Degenkolb         |
| 2018    | Pascal Ackermann      | John Degenkolb       | Max Walscheid          |
| 2019    | Maximilian Schachmann | Marcus Burghardt     | Andreas Schillinger    |
| 2020    | Marcel Meisen         | Pascal Ackermann     | Alexander Krieger      |
| 2021    | Maximilian Schachmann | Jonas Koch           | Georg Zimmermann       |
| 2022    | Nils Politt           | Nikias Arndt         | Simon Geschke          |
| 2023    | Emanuel Buchmann      | Nico Denz            | Maximilian Schachmann  |
| 2024    | Marco Brenner         | Florian Lipowitz     | Kim Heiduk             |
| 2025    | Georg Zimmermann      | Felix Engelhardt     | Anton Schiffer         |

| Anno | Vincitore                             | Secondo                               | Terzo                                 |
| ---- | ------------------------------------- | ------------------------------------- | ------------------------------------- |
| 1994 | Jens Lehmann                          | Jan Ullrich                           | Michael Rich                          |
| 1995 | Jan Ullrich                           | Uwe Peschel                           | Thomas Liese                          |
| 1996 | Uwe Peschel                           | Thomas Liese                          | Michael Rich                          |
| 1997 | Andreas Walzer                        | Bert Grabsch                          | Thomas Liese                          |
| 1998 | Uwe Peschel                           | Andreas Walzer                        | Thomas Liese                          |
| 1999 | Andreas Walzer                        | Olaf Pollack                          | Dirk Müller                           |
| 2000 | Michael Rich                          | Thomas Liese                          | Sebastian Lang                        |
| 2001 | Thomas Liese                          | Uwe Peschel                           | Andreas Walzer                        |
| 2002 | Uwe Peschel                           | Michael Rich                          | Jens Voigt                            |
| 2003 | Michael Rich                          | Uwe Peschel                           | Sebastian Lang                        |
| 2004 | Michael Rich                          | Sebastian Lang                        | Jens Voigt                            |
| 2005 | Michael Rich                          | Sebastian Lang                        | Jens Voigt                            |
| 2006 | Sebastian Lang                        | Michael Rich                          | Jens Voigt                            |
| 2007 | Bert Grabsch                          | Lars Teutenberg                       | Robert Bartko                         |
| 2008 | Bert Grabsch                          | Stefan Schumacher                     | Tony Martin                           |
| 2009 | Bert Grabsch                          | Tony Martin                           | Jens Voigt                            |
| 2010 | Tony Martin                           | Patrick Gretsch                       | Jens Voigt                            |
| 2011 | Bert Grabsch                          | Tony Martin                           | Patrick Gretsch                       |
| 2012 | Tony Martin                           | Bert Grabsch                          | Lars Teutenberg                       |
| 2013 | Tony Martin                           | Patrick Gretsch                       | Stefan Schumacher                     |
| 2014 | Tony Martin                           | Nikias Arndt                          | Lars Teutenberg                       |
| 2015 | Tony Martin                           | Nikias Arndt                          | Stefan Schumacher                     |
| 2016 | Tony Martin                           | Jasha Sütterlin                       | Nils Politt                           |
| 2017 | Tony Martin                           | Jasha Sütterlin                       | Nils Politt                           |
| 2018 | Tony Martin                           | Jasha Sütterlin                       | Nikias Arndt                          |
| 2019 | Tony Martin                           | Nils Politt                           | Jasha Sütterlin                       |
| 2020 | annullato per la pandemia di COVID-19 | annullato per la pandemia di COVID-19 | annullato per la pandemia di COVID-19 |
| 2021 | Tony Martin                           | Miguel Heidemann                      | Max Walscheid                         |
| 2022 | Lennard Kämna                         | Jannik Steimle                        | Nils Politt                           |
| 2023 | Nils Politt                           | Miguel Heidemann                      | Maximilian Schachmann                 |
| 2024 | Nils Politt                           | Maximilian Schachmann                 | Miguel Heidemann                      |
| 2025 | Maximilian Schachmann                 | Miguel Heidemann                      | Lennard Kämna                         |

### Titoli femminili
Aggiornato all'edizione 2025.
| Anno | Vincitrice            | Seconda                | Terza                |
| ---- | --------------------- | ---------------------- | -------------------- |
| 1968 | Monika Mrklas         | Ursula Bürger          | Gisela Nagel         |
| 1969 | non disputato         | non disputato          | non disputato        |
| 1970 | Ingrid Weigel-Persohn | Ursula Bürger          | Doris Matwew         |
| 1971 | Ingrid Weigel-Persohn | Doris Matwew           | Gisela Roehl         |
| 1972 | Ursula Bürger         |                        |                      |
| 1973 | Gisela Röhl           | Ingrid Weigel-Persohn  | Doris Matwew         |
| 1974 | Gisela Röhl           | Renate Schabbel        | Gisela Nagel         |
| 1975 | Ingrid Weigel-Persohn | Gisela Roehl           | Ingrid Hellfrisch    |
| 1976 | Marianne Stuwe        | Uta Rathmann           | Gisela Roehl         |
| 1977 | Beate Habetz          | Marianne Stuwe         | Uta Rathmann         |
| 1978 | Beate Habetz          | Uta Rathmann           | Marianne Stuwe       |
| 1979 | Beate Habetz          | Marianne Stuwe         | Uta Rathmann         |
| 1980 | Beate Habetz          | Gabi Habetz            | Claudia Kaul         |
| 1981 | Gabi Habetz           | Marianne Stuwe         | Beate Habetz         |
| 1982 | Beate Habetz          | Claudia Kaul           | Claudia Lommatzsch   |
| 1983 | Beate Habetz          | Gabi Altweck           | Birgit Strecke       |
| 1984 | Sandra Schumacher     | Ines Varenkamp         | Gaby Prieler-Altweck |
| 1985 | Sandra Schumacher     | Ute Enzenauer          | Monika Diebel        |
| 1986 | Ute Enzenauer         | Angelika Darsch        | Birgit Förstl        |
| 1987 | Ute Enzenauer         | Jutta Niehaus          | Andrea Schütze       |
| 1988 | Ines Varenkamp        | Jutta Niehaus          | Viola Paulitz        |
| 1989 | Viola Paulitz         | Jutta Niehaus          | Petra Koch           |
| 1990 | Heidi Metzger         | Jutta Niehaus          | Petra Rossner        |
| 1991 | Heidi Metzger         | Andrea Vranken-Schütze | Gaby Prieler-Altweck |
| 1992 | Viola Paulitz-Mueller | Silvia Lamparter       | Monika Diebel        |
| 1993 | Claudia Lehmann       | Ina-Yoko Teutenberg    | Sybille Lamparter    |
| 1994 | Regina Schleicher     | Claudia Lehmann        | Elena Unruh          |
| 1995 | Hanka Kupfernagel     | Vera Hohlfeld          | Ina-Yoko Teutenberg  |
| 1996 | Viola Paulitz-Mueller | Vera Hohlfeld          | Petra Rossner        |
| 1997 | Hanka Kupfernagel     | Vera Hohlfeld          | Judith Arndt         |
| 1998 | Hanka Kupfernagel     | Judith Arndt           | Sandra Missbach      |
| 1999 | Hanka Kupfernagel     | Petra Rossner          | Kerstin Scheitle     |
| 2000 | Hanka Kupfernagel     | Kerstin Scheitle       | Tanja Hennes-Schmidt |
| 2001 | Petra Rossner         | Hanka Kupfernagel      | Judith Arndt         |
| 2002 | Judith Arndt          | Petra Rossner          | Regina Schleicher    |
| 2003 | Trixi Worrack         | Christiane Soeder      | Tina Liebig          |
| 2004 | Petra Rossner         | Regina Schleicher      | Angela Brodtka       |
| 2005 | Regina Schleicher     | Tanja Hennes-Schmidt   | Angela Brodtka       |
| 2006 | Claudia Häusler       | Theresa Senff          | Tina Liebig          |
| 2007 | Luise Keller          | Claudia Häusler        | Angela Brodtka       |
| 2008 | Luise Keller          | Eva Lutz               | Tina Liebig          |
| 2009 | Ina-Yoko Teutenberg   | Marlen Jöhrend         | Regina Schleicher    |
| 2010 | Charlotte Becker      | Judith Arndt           | Trixi Worrack        |
| 2011 | Ina-Yoko Teutenberg   | Judith Arndt           | Hanka Kupfernagel    |
| 2012 | Judith Arndt          | Charlotte Becker       | Trixi Worrack        |
| 2013 | Trixi Worrack         | Elke Gebhardt          | Romy Kasper          |
| 2014 | Lisa Brennauer        | Trixi Worrack          | Martina Zwick        |
| 2015 | Trixi Worrack         | Claudia Lichtenberg    | Lisa Brennauer       |
| 2016 | Mieke Kröger          | Lisa Brennauer         | Jenny Hofmann        |
| 2017 | Lisa Klein            | Lisa Brennauer         | Charlotte Becker     |
| 2018 | Liane Lippert         | Christa Riffel         | Corinna Lechner      |
| 2019 | Lisa Brennauer        | Lisa Klein             | Liane Lippert        |
| 2020 | Lisa Brennauer        | Charlotte Becker       | Tanja Erath          |
| 2021 | Lisa Brennauer        | Liane Lippert          | Ricarda Bauernfeind  |
| 2022 | Liane Lippert         | Ricarda Bauernfeind    | Nadine Gill          |
| 2023 | Liane Lippert         | Kathrin Hammes         | Romy Kasper          |
| 2024 | Franziska Koch        | Liane Lippert          | Antonia Niedermaier  |
| 2025 | Franziska Koch        | Antonia Niedermaier    | Rosa Maria Klöser    |

| Anno | Vincitrice                            | Seconda                               | Terza                                 |
| ---- | ------------------------------------- | ------------------------------------- | ------------------------------------- |
| 1994 | Vera Hohlfeld                         | Hanka Kupfernagel                     | Cordula Gruber                        |
| 1995 | Hanka Kupfernagel                     | Judith Arndt                          | Petra Rossner                         |
| 1996 | Hanka Kupfernagel                     | Judith Arndt                          | Vera Hohlfeld                         |
| 1997 | Hanka Kupfernagel                     | Judith Arndt                          | Ina-Yoko Teutenberg                   |
| 1998 | Judith Arndt                          | Jacqueline Brabenetz                  | Mandy Hampel                          |
| 1999 | Judith Arndt                          | Petra Rossner                         | Bettina Schoeke                       |
| 2000 | Hanka Kupfernagel                     | Bettina Schöke                        | Ina-Yoko Teutenberg                   |
| 2001 | Judith Arndt                          | Bettina Schöke                        | Hanka Kupfernagel                     |
| 2002 | Hanka Kupfernagel                     | Trixi Worrack                         | Tina Liebig                           |
| 2003 | Judith Arndt                          | Christiane Soeder                     | Anke Wichmann                         |
| 2004 | Judith Arndt                          | Trixi Worrack                         | Petra Rossner                         |
| 2005 | Judith Arndt                          | Trixi Worrack                         | Madeleine Sandig                      |
| 2006 | Charlotte Becker                      | Madeleine Sandig                      | Ina-Yoko Teutenberg                   |
| 2007 | Hanka Kupfernagel                     | Charlotte Becker                      | Judith Arndt                          |
| 2008 | Hanka Kupfernagel                     | Judith Arndt                          | Charlotte Becker                      |
| 2009 | Trixi Worrack                         | Judith Arndt                          | Ina-Yoko Teutenberg                   |
| 2010 | Judith Arndt                          | Charlotte Becker                      | Hanka Kupfernagel                     |
| 2011 | Judith Arndt                          | Charlotte Becker                      | Ina-Yoko Teutenberg                   |
| 2012 | Judith Arndt                          | Trixi Worrack                         | Ina-Yoko Teutenberg                   |
| 2013 | Lisa Brennauer                        | Trixi Worrack                         | Esther Fennel                         |
| 2014 | Lisa Brennauer                        | Trixi Worrack                         | Charlotte Becker                      |
| 2015 | Mieke Kröger                          | Lisa Brennauer                        | Trixi Worrack                         |
| 2016 | Trixi Worrack                         | Stephanie Pohl                        | Lisa Brennauer                        |
| 2017 | Trixi Worrack                         | Lisa Brennauer                        | Stephanie Pohl                        |
| 2018 | Lisa Brennauer                        | Trixi Worrack                         | Lisa Klein                            |
| 2019 | Lisa Klein                            | Mieke Kröger                          | Lisa Brennauer                        |
| 2020 | annullato per la pandemia di COVID-19 | annullato per la pandemia di COVID-19 | annullato per la pandemia di COVID-19 |
| 2021 | Lisa Brennauer                        | Lisa Klein                            | Hannah Ludwig                         |
| 2022 | Lisa Brennauer                        | Lisa Klein                            | Hannah Ludwig                         |
| 2023 | Mieke Kröger                          | Katharina Fox                         | Clara Koppenburg                      |
| 2024 | Mieke Kröger                          | Antonia Niedermaier                   | Lisa Klein                            |
| 2025 | Antonia Niedermaier                   | Franziska Brauße                      | Liane Lippert                         |